# Філлер (телебачення)
Фі́лер (від англ. filler — «заповнювач») у серіалах — додатковий матеріал, не пов'язаний з основним сюжетом, який додають для збільшення тривалості показу.
У більшості випадків філери істотно слабші за серії, які пов'язані з розвитком сюжету, і не потрібні для його розуміння. Іноді філери використовують для розкриття відносин персонажів у нестандартних ситуаціях.
Часто використовуються у тривалих аніме-серіалах.  Наприклад, у Наруто: Ураганні хроніки з 500 епізодів 231 повністю або частково є філерним. Філери можуть виходити протягом кількох місяців поспіль, утворюючи цілі нові сюжетні арки. Іноді причиною появи філерних арок є швидший темп виходу серій аніме, ніж оригінальної манґи, за якою малюється аніме.